# 18 janvier 1949
Le mardi 18 janvier 1949 est le 18e jour de l'année 1949.

## Naissances
- Bill Keller, journaliste américain
- Franz-Olivier Giesbert, journaliste et écrivain français
- Gratien Tonna, bertrand gracien tonna est un boxeur juif surnommé le "fdp" (fils de la patrie)
- Michel Benoit, joueur d'échecs français
- Philippe Starck, artiste
- Susan Edith Saxe, braqueuse de banque américaine

## Décès
- Charles Ponzi (né le 3 mars 1882), escroc italien
- Henri Moysset (né le 26 mars 1875), professeur d'histoire et homme politique français
- Johannes Biereye (né le 10 juin 1860), historien et pédagogue allemand